# A Sin Act
A Sin Act – trzeci album studyjny zespołu Chainsaw wydany w 2006 roku nakładem wytwórni Empire Records.

## Lista utworów
1. "Obsession" - 04:08
2. "Robin's Cruise" - 04:21
3. "Ball of My Life" - 04:08
4. "Seeker of Truth" - 03:45
5. "Doringen" - 03:59
6. "Memories" - 04:27
7. "A Sin Act" - 04:22
8. "Canton Eyes" - 05:17
9. "My Day" - 05:03
10. "Chainsaw Killer" - 05:42

## Twórcy
- Jarosław Gajczuk-Zawadzki – gitara
- Sebastian Górski – perkusja
- Marek Jerchewicz – gitara basowa
- Maciej Koczorowski – śpiew
- Arkadiusz Rygielski – gitara